# Narella alaskensis
Narella alaskensis is een zachte koraalsoort uit de familie Primnoidae. De koraalsoort komt uit het geslacht Narella. Narella alaskensis werd in 2007 voor het eerst wetenschappelijk beschreven door Cairns & Baco. 